# Guesnain
Guesnain település Franciaországban, Nord megyében. Lakosainak száma 4645 fő (2022. január 1.). Guesnain Montigny-en-Ostrevent, Dechy, Lewarde, Loffre és Roucourt községekkel határos.

## Népesség
A település népességének változása:
| Lakosok száma | 4703 | 4673 | 4686 | 4677 | 4691 | 4689 | 4667 | 4656 | 4645 |
|               | 2013 | 2015 | 2016 | 2017 | 2018 | 2019 | 2020 | 2021 | 2022 |